# Національний музей (Краків)
Національний музей у Кракові (пол. Muzeum Narodowe w Krakowie) — музей, заснований у 1879 році у Кракові, що вважається найстаршим музеєм Польщі.  Зареєстрований в Державному реєстрі музеїв.

## Історія

### Будівля музею

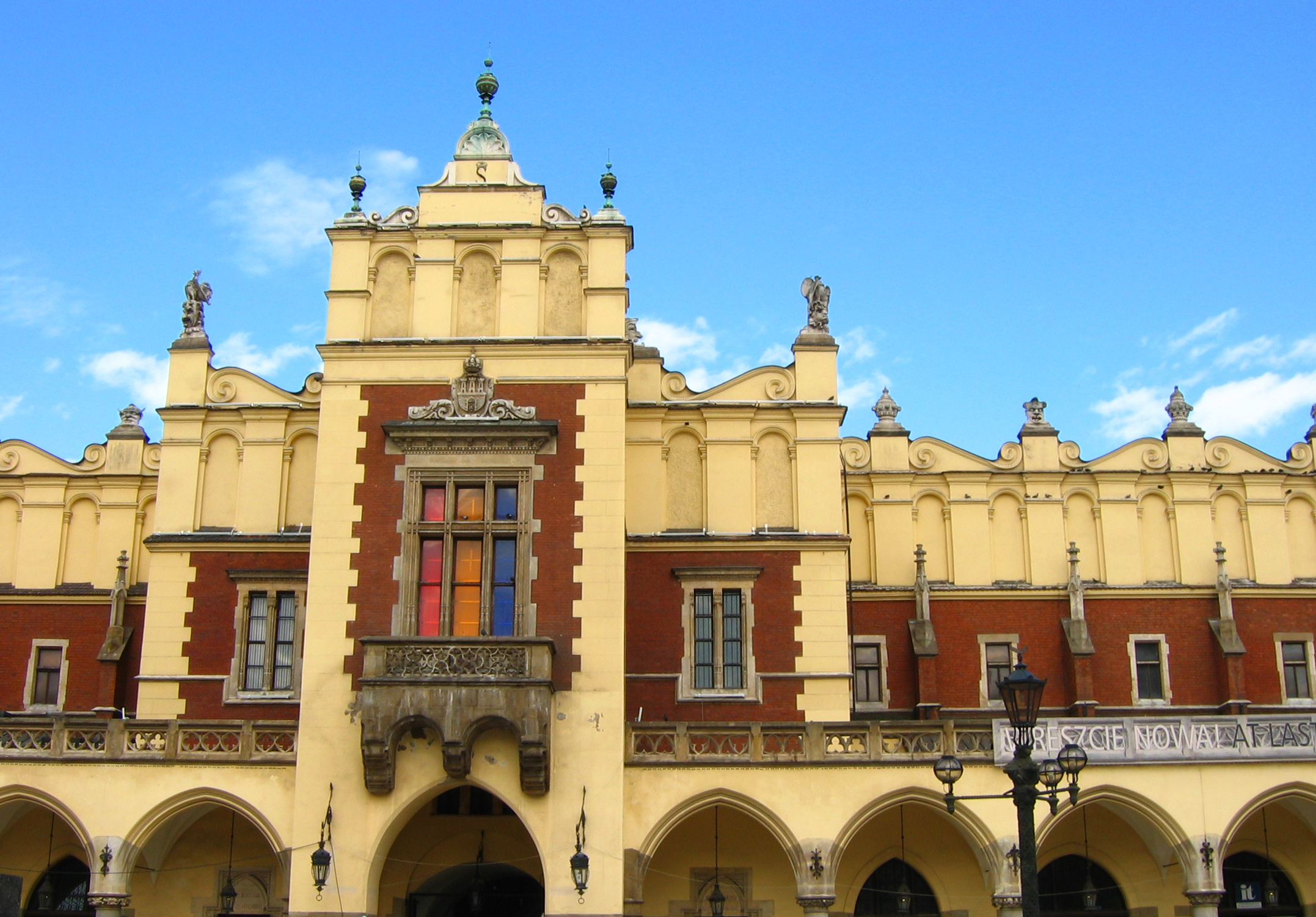
Фасад Сукєнніц

Первісно для колекцій музею міська влада виділила залу на першому поверсі Сукєнніц, будівлі доби Відродження. Разом з тим від міських влад і приватних осіб музей отримав у подарунок окремі приміщення, що призначалися для проведення виставок.
Теперішнє центральне приміщення музею почали будувати у 1934 р., але його завершення було припинено через початок 2-ї світової війни. Будівлю завершили лише у 1992 р. З 2017 року там зберігається єдина в Польщі картина Леонардо да Вінчі «Пані з горностаєм».

### Філії музею
- Музей Чорторийських, бібліотека та Арсенал.
- Манга, центр японського мистецтва
- Музей Станіслава Виспянського у Кракові
- Галерея польського мистецтва 19 століття в Сукєнніце (Краків)
- Музей Юзефа Мегоффера
- Будинок Яна Матейка у Кракові
- Музей Кароля Шимановського (Вілла Атма в Закопане), усього 9 музеїв разом із головним приміщенням.

### Колекції
Музей володіє багатою колекцією творів польського та світового мистецтва. Колекція музею постійно збагачувалася творами живопису, графіки, різьби, колекціями нумізматів, стародруків, рукописами і родовими пам'ятками завдяки допомозі і дарам поляків.

### Галерея

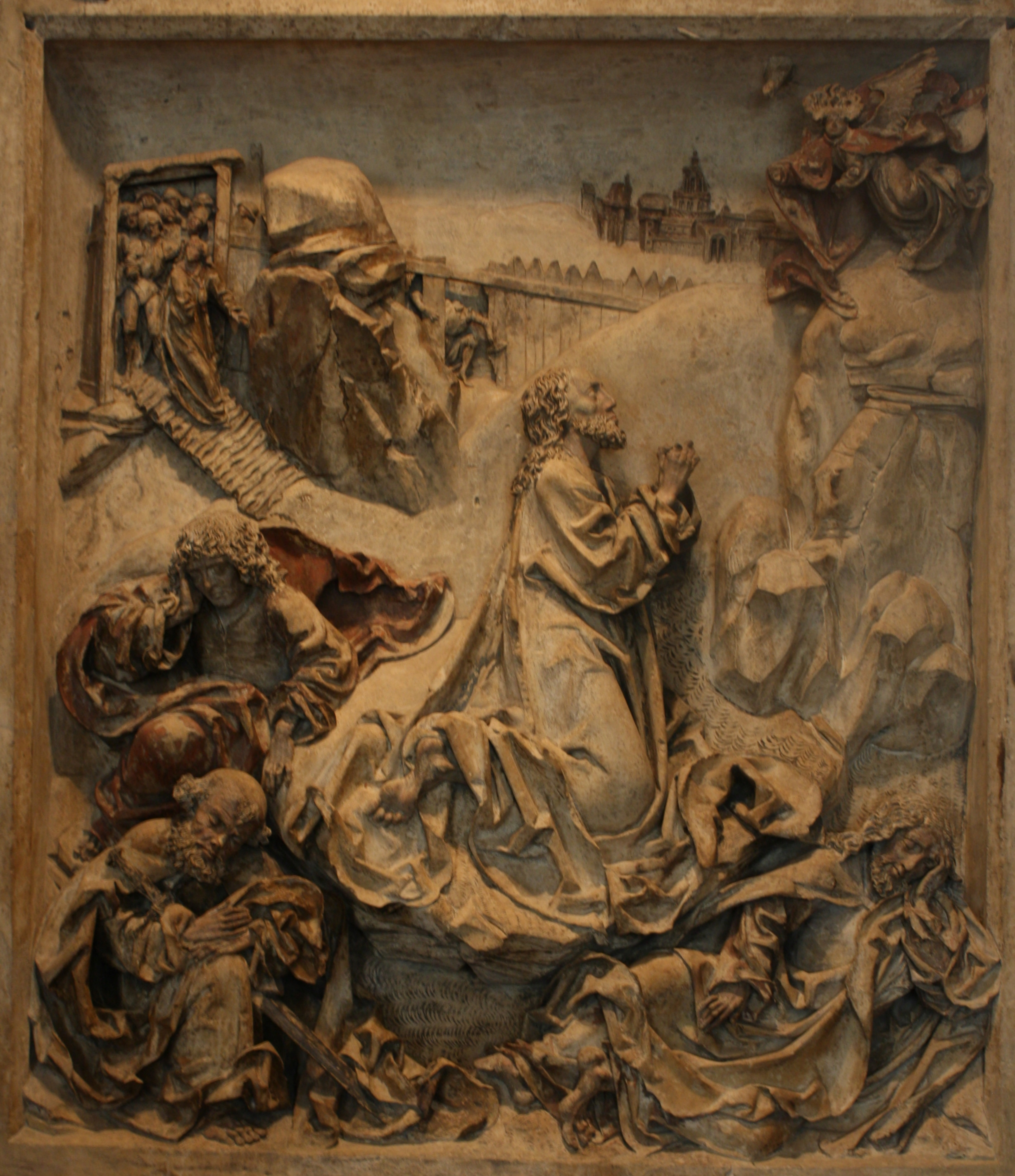
Скульптор Віт Ствош, Христос в Гетсиманському саду
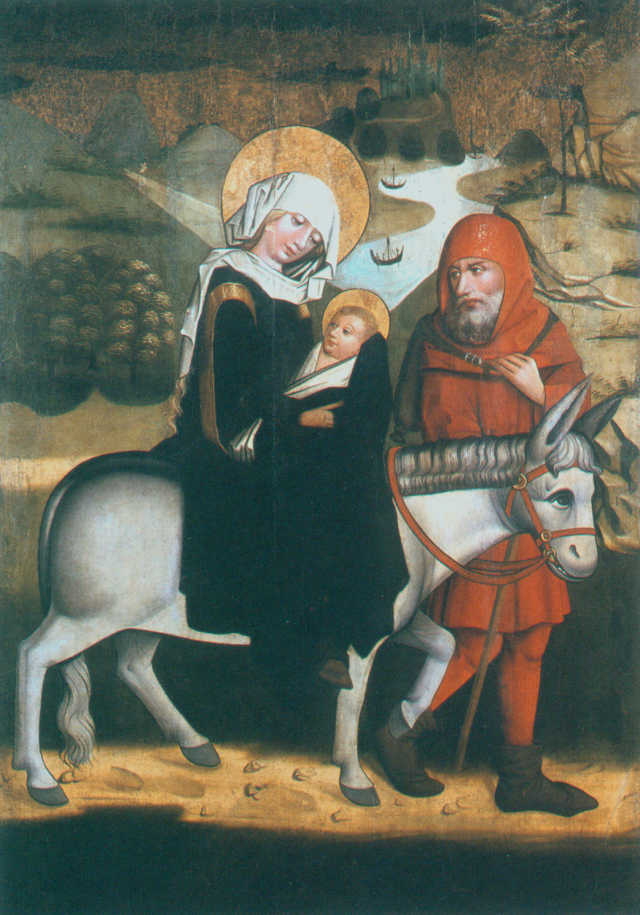
Анонім, «Втеча Святої Родини в єгипет»
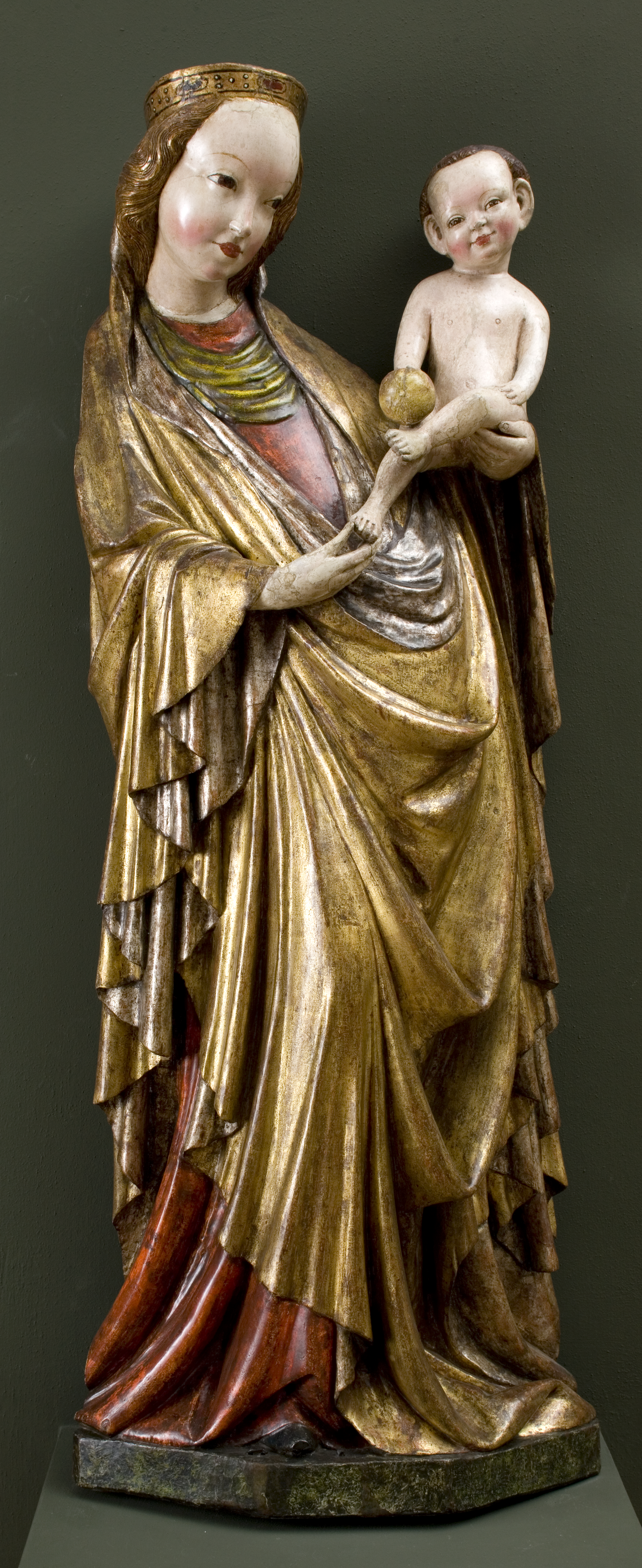
Мадонна з немовлям, 15 ст.
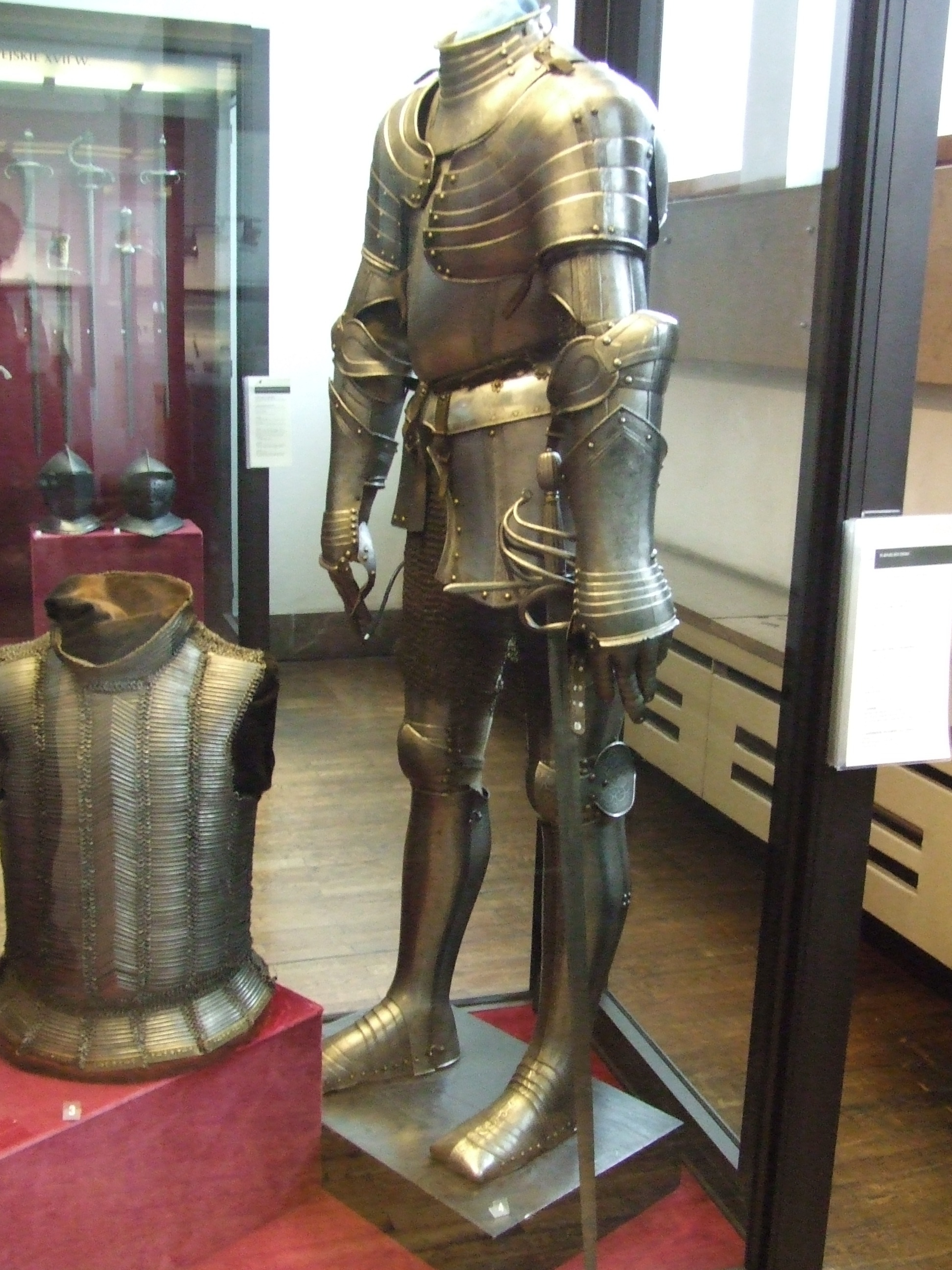
Обладунки пруського лицаря
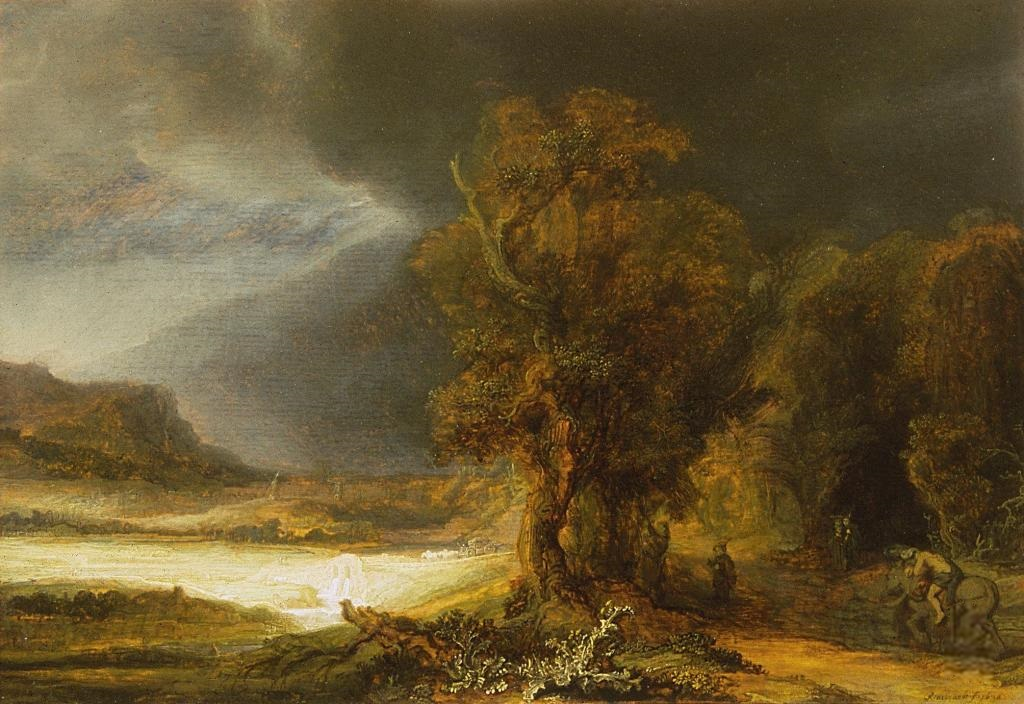
Рембрандт, Пейзаж з милосердним самаритянином
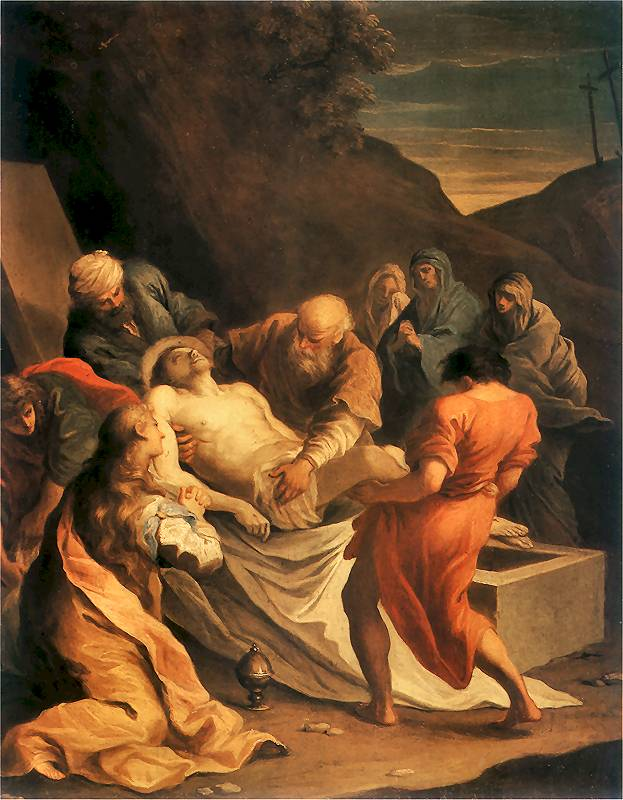
Шимон Чехович, Покладання Христа у домовину, 1731 р.
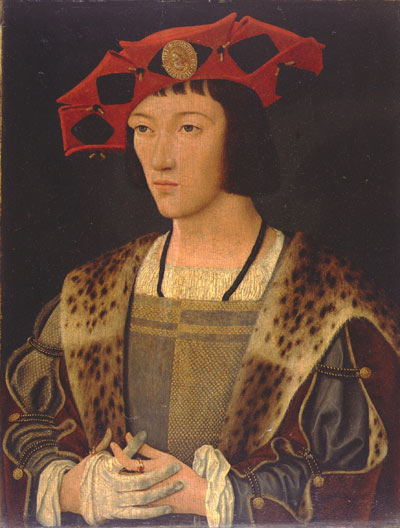
Ян Мостарт, чоловічий портрет, початок 16 ст.
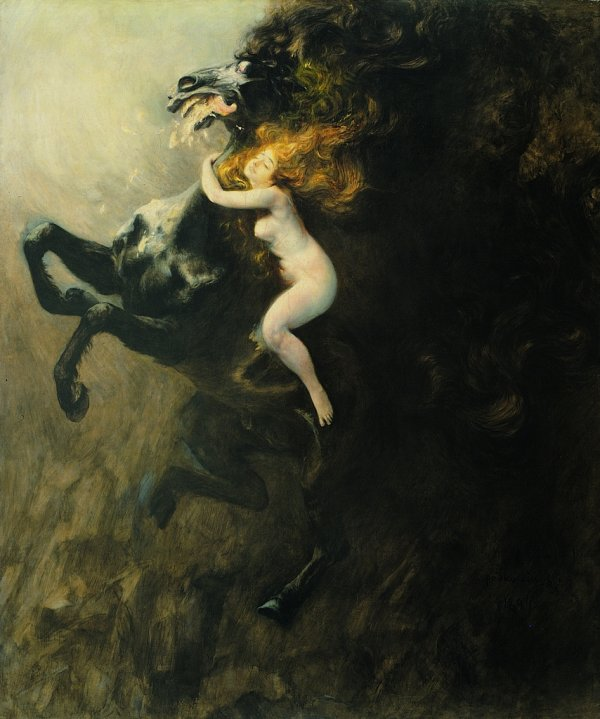
Владислав Подковінський, 1894 р.